# Côte Julien
Pour les articles homonymes, voir Julien.
La côte Julien est le point culminant des côtes de Meuse, région naturelle située principalement dans la Meuse, mais également dans les Vosges et en Meurthe-et-Moselle.

## Géographie

### Situation
Le mont culmine à 454 m d'altitude et est accessible via différents sentiers de randonnée.

### Hydrographie
Le ruisseau de Blonchonrupt y prend sa source, précisément sur la commune de Maxey-sur-Meuse et parcourt 2,3 km pour se déverser dans le Vair au niveau de la commune de Moncel-sur-Vair.

## Histoire
En contact avec la côte Julien, le mont Châtel est une levée de terre de cent mètres de long où se trouve un large fossé qui était un camp de 700 m de long sur 400 m avec une superficie de 20 hectares. Il fut occupé durant La Tène finale et l'époque romaine.
Des monnaies, de grands clous ou des broches en fer permettant de défendre le lieu par des poutres ou palissades ont été découverts, notamment lors de la fouille de 1820. L'utilisation du feu est attestée par des traces sur les pierres se trouvant sur le terre-plein.